# Damon Edge
Damon Edge (egentligenThomas Wisse), född 12 november 1949 i San Francisco, död 11 augusti 1995, var en amerikansk musiker.
Under sin tid som konststuderande på Cal Arts bildade Damon Edge bandet Chrome tillsammans med John Lambdin, Gary Spain och Mike Low. Bandet släppte sin debut-LP The Visitation på egna etiketten Siren 1976. Året därefter rekryterade Edge gitarristen Helios Creed. Under det sena 1970-talet och tidiga 1980-talet släppte bandet en rad album som uppmärksammades internationellt. Bandets originella blandning av space-rock, punkrock och hemkokad experimentmusik gjorde att bandet uppmärksammades internationellt. Från och med andra albumet Alien Soundtracks 1978 kom Damon Edge och Helios Creed att bli bandets frontfigurer. Då övriga medlemmar slutade efter albumet Red Exposure (1980) återstod endast Edge och Creed. Med hjälp av brödraparet John och Hilary Stench på trummor och bas spelade Chrome in fyra album under perioden 1981-82. Stilen var nu hårdare och mer gotisk. Denna sättning gav endast två konserter. En i Bologna (Italien) och en i San Francisco, båda 1981.
Efter en tids tystnad återkom Chrome 1983 i form av albumet The Lyon Concert, som är en live-inspelning. Varken Creed eller bröderna Stench finns med i sättningen. I stället består bandet av Damon Edge, hans fru Fabienne Shine (ex Shakin' Street) och en rad franska kompmusiker. Bandet framför äldre Chrome-material med nya titlar och ett nytt mer elektroniskt sound. Under åren 1984-87 bodde och verkade Damon Edge i Paris. Han levde en tillbakadraget liv och koncentrerade sig på att spela in ett antal Chrome-album och soloalbum med franska studiomusiker. Albumen utgavs på tyska etiketten Dossier och franska New Rose. Soundet är säreget och elektroniskt, och många fans erkänner inte dessa skivor som fullvärdiga Chrome-album.
Bland annat på grund av tilltagande psykiska problem flyttade Edge tillbaka till San Francisco 1988, där han fortsatte producera nya Chrome-album tillsammans med studiomusikern Cliff Martin. Många av dessa album återanvänder material inspelat under tiden i Paris. Edges psykiska sjukdom svävar som ett spöke över de båda mini-albumen Mission of the Entranced och One Million Eyes som släpptes 1990. Musiken blev för svårsmält och osammanhängande till och med för annars så liberala Dossier, och albumen Angel of the Clouds och Days of Beauty refuserades. Därefter följde en tid av tystnad. Intervjuer med Edge från denna period är en sorglig inblick i en sluten värld fylld av vanföreställningar och paranoia.
1994 gjorde Edge en mindre comeback med albumet Clairaudient Syndrome, men Damon Edge hann bara påbörja arbetet med en uppföljare då han avled 1996 av hjärtstillestånd. Det dröjde en månad innan någon hittade Damons kropp i hans lägenhet.
1996 Fanns det inspelningar av Damon Edges röst där han läste in några texter strax innan han dog. Dossier Records tog kontakt med Kenneth Westlin musiker och huvudman bakom Lex Talionis som låg på bolaget och hörde sig för om det gick att använda för ett sista album. Resultatet blev fyra låtar  och var färdiga för att ges ut som en fullängds CD, men utgivningen stoppades av den avlidnes syster som ärvt rättigheterna till allt av Damon Edge. Orsak angavs aldrig.  